# دالي ديويت
دالي ديويت هو مربي ماشية وسياسي أمريكي، ولد في 17 يناير 1950 في بلاكويل في الولايات المتحدة. نشط حزبياً في الحزب الجمهوري. وقد انتخب عضو مجلس نواب أوكلاهوما ‏.